# Julija Waszczenko
Julija Jurijiwna Waszczenko (Karpenkowa), ukr. Юлія Юріївна Ващенко (Карпенкова) (ur. 31 stycznia 1978 w Dniepropetrowsku, Ukraińska SRR) – ukraińska piłkarka, grająca na pozycji obrońcy, reprezentantka Ukrainy, w której zadebiutowała 24 sierpnia 1996 w meczu przeciwko Turcji. Uczestniczka Mistrzostw Europy w Piłce Nożnej Kobiet 2009.